# WEC 10
WEC 10: Bragging Rights foi um evento de artes marciais mistas promovido pelo World Extreme Cagefighting em 21 de maio de 2004 no Tachi Palace Hotel & Casino em Lemoore, California.

## Background
Esse evento contou com a quarta aparição da futura superestrela Gilbert Melendez que enfrentou Olaf Alfonso. Esse evento também viu dois lutadores muito conhecidos, Karo Parisyan enfrentando Shonie Carter. o evento principal foi entre Mike Serr e Rafael Real.

## Results
- Steve Ramerez vs. Chino Esparza

Ramerez derrotou Esparza por Finalização (mata leão) aos 0:47 do primeiro round.
- Luta de Peso Pesado:  Lavar Johnson vs.  Levi Thornbrue

Johnson derrotou Thornbrue por Nocaute Técnico (socos) aos 2:32 do primeiro round.
- Luta de Peso Meio Pesado:  Richard Montoya vs.  Bill Coffman

Montoya derrotou Coffman por Nocaute Técnico (socos) aos 0:47 do primeiro round.
- Luta de Peso Médio:  Amir Rahnavardi vs.  Kengo Ura

Rahnavardi derrotou Ura por Nocaute Técnico (corte) aos 5:00 do primeiro round.
- Luta de Peso Pesado:  Doug Marshall vs.  Anthony Arria

Marshall derrotou Arria por Finalização (chave de braço) aos 0:22 do primeiro round.
- Luta de Peso Médio:  Bret Bergmark  vs.  Daisuke Ishii

Bergmark derrotou Ishii por Nocaute Técnico (socos) aos 4:49 do primeiro round.
- Luta de Peso Leve:  Poppies Martinez vs.  Gabriel Cruz

Martinez derrotou Cruz por Finalização (socos) aos 0:30 do primeiro round.
- Luta de Peso Meio Médio:  Ryan Schultz vs.  Gil Castillo

Schultz derrotou Castillo por Decisão Majoritária após 3 rounds. 
- Luta de Peso Pesado:  Alex Stiebling vs.  Tim McKenzie

Stiebling derrotou McKenzie por Finalização (triângulo de braço) aos 2:25 do segundo round.
- Luta pelo Cinturão Peso Leve do WEC:  Gilbert Melendez vs.  Olaf Alfonso

Melendez derrotou Alfonso por Nocaute Técnico (socos) aos 4:54 do terceiro round para se tornar o primeiro Campeão Peso Leve do WEC.
- Luta pelo Cinturão Peso Meio Médio do WEC:  Shonie Carter (c) vs.  Karo Parisyan

Parisyan derrotou Carter por Decisão Unânime após 3 rounds para se tornar o novo Campeão Peso Meio Médio do WEC.
- Ltua de Peso Pesado:  Mike Serr vs.  Rafael del Real

Serr derrotou Real por Finalização (socos) aos 2:19 do primeiro round.

## Ligações Externas
- WEC 10 Results at Sherdog.com